# Белгийски дубъл ейл
Белгийски дубъл ейл (на английски: Belgian Dubbel Ale) е тъмно червеникав, умерено силен, малцов белгийски ейл, подвид на стила „белгийски силен ейл“. В тази категория се включват множество трапистки и абатски белгийски бири, както и техни имитации в Европа и Северна Америка.

## История
Този вид бира възниква в белгийските и френски абатства през Средните векове и се възражда през втората половина на ХІХ век. Dubbel (двоен ейл) е термин, първоначално обозначаващ по-силната тъмна манастирска бира, в сравнение с по-светлия блонд ейл. Dubbel бира е произведена за пръв път в пивоварната на трапистко абатство Вестмале през 1856 година.
„Westmalle Dubbel“ впоследствие е имитирана и от други пивоварни, трапистки и търговски, в Белгия и в други страни, което води до появата на стила Dubbel.

## Характеристика
Обикновено дубъл ейлът се прави с белгийски щамове дрожди, мека вода, белгийский пилзенски или пейл малц, мюнхенски малц, малц Special B за придаване вкус на стафиди, малц CaraMunich за придаване вкус на сушени плодове и други специални малцове. Тъмната течна захар канди придава цвят и вкус на ром и стафиди. Обикновено се използват благороден хмел, английски сортове или хмел от сорта Styrian Goldings. Не се добавят никакви подправки.
Дубъл ейлът се характеризира с кехлибарен до медночервен цвят, прозрачност и образува голяма плътна и трайна кремообразна пяна. Бирата е с умерена горчивина, висока плътност и подчертан плодов вкус, с малцова сладост, с нотки на зърнени култури. Ароматът е наситен и комплексен, с нотки на шоколад, карамел, препечен хляб, стафиди, сливи и сушени череши.
Алкохолно съдържание: 6 – 7,5 %.

## Марки дубъл ейл
Типични търговски марки са: Westmalle Dubbel, La Trappe Dubbel, Achel 8 Bruin, Corsendonk Abbey Brown Ale, Grimbergen Double, Affligem Dubbel, Chimay Premiere (червено), Duinen Dubbel, St.Feuillien Brune, New Belgium Abbey Belgian Style Ale, Stoudts Abbey Double Ale.